# Зимова відпустка
«Зимова відпустка» (інша назва: «Жінка топить лазню») — радянський художній фільм 1978 року кіностудії «Талліннфільм», знятий режисером Арво Круусементом, екранізація однойменного роману естонського письменника Віллема Гросса. У перший рік показу фільм подивилися 1,75 мільйона глядачів в Радянському Союзі і 16 500 в Естонії.

## Сюжет
Директор заводу збирається на Новий рік запросити іноземну делегацію в лазню. Він відправляє Ану — вже немолоду робітницю заводу в село, де розташований котедж з лазнею — організувати там все, замість роботи оформляючи їй коротку «зимову відпустку». Однак, це село не є для Ану чужим — там живе мати її колишнього чоловіка — тут раніше вони з чоловіком і донькою проводили літо. Тепер Ану вже давно розлучена, одна підняла дочку, життя розмірене і спокійне в трудових буднях. Для жінки, зі скромної робітничої сім'ї, яка все життя чесно працювала на заводі, таке доручення не до душі, але як людина безвідмовна і виконавча вона в заметіль їде в село. Приїхавши в село, як порядна людина вона не може не провідати матір чоловіка, все ж бабуся її дочки, а та виявляється хворою, і під ранок на руках Ану вмирає, не дочекавшись швидкої, яка пізно приїхала через заметіль.
Оскільки у Ану була важка ніч, і вдень клопоти з організацією похорону, до вечірнього приїзду директора з іноземцями в котеджі не все готово — не розтоплена лазня, не прорубана ополонка. Веселу компанію не хвилюють проблеми і переживання жінки напередодні вечору, але на захист Ану встає мила і енергійна Ольга, ставлячи чоловіків на місце. А в Ану свої думи — чи приїде завтра на похорон бабусі її дочка Катрін, і вона боїться зустрічі зі своїм колишнім чоловіком, який вже приїхав.
Наступного дня цієї «зимової відпустки» бідна жінка бігає між лазнею, де гуляють іноземці, і будинком, де проходять поминки, в суєті намагаючись скрізь встигнути… і низка різних осіб — і чужих, і здавалося б своїх і рідних, яких вона начебто знала, проходить перед нею, зливаючись в картину дивну і абсурдну … мимоволі озираючись і на своє життя, Ану з сумом оцінює підсумки минулих років.

## У ролях
- Іта Евер — Ану
- Аарне Юкскюла — Тиніс, її чоловік
- Катрін Вяльбе — Аніта
- Хейно Мандрі — Мооріте
- Лізл Лійзе Ліндау — Мінна
- Світлана Орлова — Оля
- Вельйо Кяспер — Воотеле
- Тене Руубель — Катрін
- Лембіт Ульфсак — лікар швидкої
- Маті Клоорен — Мартма
- Карл Юргенс — Раудсепп
- Енн Клоорен — Тахкур
- Ада Лундвер — епізод
- Лууле Коміссаров — епізод
- Юрі Крюков — епізод
- Юло Кіппар — епізод
- Роберт Гутман — епізод

## Знімальна група
- Режисер — Арво Круусемент
- Сценарист — Володимир Валуцький
- Оператор — Юрі Гаршнек
- Композитор — Вельо Торміс
- Художник — Імбі Лінд